# بيدرو أوتشوا
بيدرو أوتشوا (بالإسبانية: Pedro Ochoa)‏ (و. 1908 – 1947 م) هو لاعب كرة قدم، من الأرجنتين، شارك في الألعاب الأولمبية الصيفية 1928، مركز لعبه هو لاعب وسط، ومهاجم، توفي في تانديل، عن عمر يناهز 39 عاماً.

## روابط خارجية
- بيدرو أوتشوا على موقع الاتحاد الدولي (مؤرشف)  (الإنجليزية)
- بيدرو أوتشوا على موقع أوليمبيديا (الإنجليزية)